# Скотниця (Опольське воєводство)
Скотниця (пол. Skotnica) — село в Польщі, у гміні Прашка Олеського повіту Опольського воєводства.
Населення — 199 осіб (2011).
У 1975-1998 роках село належало до Ченстоховського воєводства.

## Демографія
Демографічна структура станом на 31 березня 2011 року:
|          | Загалом | Допрацездатний вік | Працездатний вік | Постпрацездатний вік |
| -------- | ------- | ------------------ | ---------------- | -------------------- |
| Чоловіки | 100     | 21                 | 68               | 11                   |
| Жінки    | 99      | 20                 | 53               | 26                   |
| Разом    | 199     | 41                 | 121              | 37                   |